# Les Oreilles du Lièvre
Les Oreilles du Lièvre est la quatrième fable du livre V de Jean de La Fontaine situé dans le premier recueil des Fables de La Fontaine, édité pour la première fois en 1668.
Un animal cornu blessa de quelques coups 

            Le lion, qui plein de courroux,

            Pour ne plus tomber en la peine,

            Bannit des lieux de son domaine 

Toute bête portant des cornes à son front.

Chèvres, Béliers, Taureaux aussitôt délogèrent,

            Daims et Cerfs de climat changèrent  ;

            Chacun à s'en aller fut prompt.

Un lièvre, apercevant l'ombre de ses oreilles,

            Craignit que quelque Inquisiteur 

N'allât interpréter à cornes leur longueur,

Ne les soutînt en tout à des cornes pareilles.

Adieu, voisin grillon, dit-il, je pars d'ici.

Mes oreilles enfin seraient cornes aussi ;

Et quand je les aurais plus courtes qu'une Autruche,

Je craindrais même encor. Le Grillon repartit :       

Cornes cela ? Vous me prenez pour cruche ;

            Ce sont oreilles que Dieu fit .

            On les fera passer pour cornes,

Dit l'animal craintif, et cornes de Licornes.

J'aurai beau protester ;  mon dire et mes raisons          

Iront aux Petites-Maisons (6).
— Jean de La Fontaine, Fables de La Fontaine, Les oreilles du Lièvre